# Okręg wyborczy Rutland
Okręg wyborczy Rutland powstał w 1290 r. i wysyłał do angielskiej, a następnie brytyjskiej, Izby Gmin dwóch deputowanych. W 1885 r. liczbę mandatów przypadających na okręg zmniejszono do jednego. Okręg obejmował hrabstwo Rutland. Został zlikwidowany w 1918 r.

## Deputowani do brytyjskiej Izby Gmin z okręgu Rutland

### Deputowani w latach 1290–1660
- 1571: John Harington
- 1571–1586: Kenelm Digby
- 1584–1589: Andrew Noel
- 1586–1589: James Harington
- 1593: John Harington
- 1597–1598: James Harington
- 1601: John Harington
- 1601: Andrew Noel
- 1601: Edward Noel
- 1604–1611: James Harington
- 1604–1611: William Bulstrode
- 1621–1622: William Bulstrode
- 1621–1622: Guy Palmes
- 1640–1643: Baptist Noel
- 1640–1643: Guy Palmes
- 1646–1653: James Harington
- 1646–1653: Thomas Waite
- 1653–1655: Edward Horseman
- 1654–1659: William Shield
- 1656–1658: Abel Barker
- 1659: Edward Horseman
- 1659–1660: James Harington

### Deputowani w latach 1660–1885
- 1660–1685: Philip Sherard
- 1660–1661: Samuel Browne
- 1661–1679: Edward Noel
- 1679–1679: Thomas Mackworth
- 1679–1680: Abel Barker
- 1680–1681: Thomas Mackworth
- 1681–1685: Edward Fawkener
- 1685–1689: Baptist Noel
- 1685–1694: Thomas Mackworth
- 1689–1698: Bennet Sherard
- 1694–1695: Thomas Mackworth
- 1695–1701: John Cecil, lord Burghley
- 1698–1710: Richard Halford
- 1701–1708: Thomas Mackworth
- 1708–1710: Philip Sherard
- 1710–1730: Daniel Finch, lord Finch
- 1710–1711: John Noel
- 1711–1713: Richard Halford
- 1713–1715: Bennet Sherard, 3. baron Sherard
- 1715–1719: John Noel
- 1719–1721: John Manners, markiz Granby, wigowie
- 1721–1727: Thomas Mackworth
- 1727–1728: John Noel
- 1728–1741: Thomas Noel
- 1730–1734: William Burton
- 1734–1753: James Noel
- 1741–1747: John Finch
- 1747–1754: Brownlow Cecil, lord Burghley
- 1753–1788: Thomas Noel
- 1754–1761: George Bridges Brudenell
- 1761–1768: Thomas Chambers Cecil
- 1768–1790: George Bridges Brudenell
- 1788–1808: Gerard Noel Edwards, wigowie
- 1790–1795: John Heathcote
- 1795–1796: Philip Sherard, lord Sherard
- 1796–1802: William Lowther, torysi
- 1802–1805: George Evans, 4. baron Carbery
- 1805–1812: John Henniker-Major, 2. baron Henniker
- 1808–1814: Charles Noel
- 1812–1841: Gilbert Heathcote, wigowie
- 1814–1838: Gerard Noel Noel, Partia Konserwatywna
- 1838–1840: William Middleton Noel, Partia Konserwatywna
- 1840–1841: Charles Noel, wigowie
- 1841–1856: Gilbert Heathcote, wigowie
- 1841–1846: William Dawnay, Partia Konserwatywna
- 1846–1847: George Finch, Partia Konserwatywna
- 1847–1883: Gerard James Noel, Partia Konserwatywna
- 1856–1867: Gilbert Heathcote, Partia Liberalna
- 1867–1885: George Henry Finch, Partia Konserwatywna
- 1883–1885: James Lowther, Partia Konserwatywna

### Deputowani w latach 1885–1918
- 1885–1907: George Henry Finch, Partia Konserwatywna
- 1907–1918: John Gretton, Partia Konserwatywna